# Militarisme
 (juin 2024).
Si vous disposez d'ouvrages ou d'articles de référence ou si vous connaissez des sites web de qualité traitant du thème abordé ici, merci de compléter l'article en donnant les références utiles à sa vérifiabilité et en les liant à la section « Notes et références ».

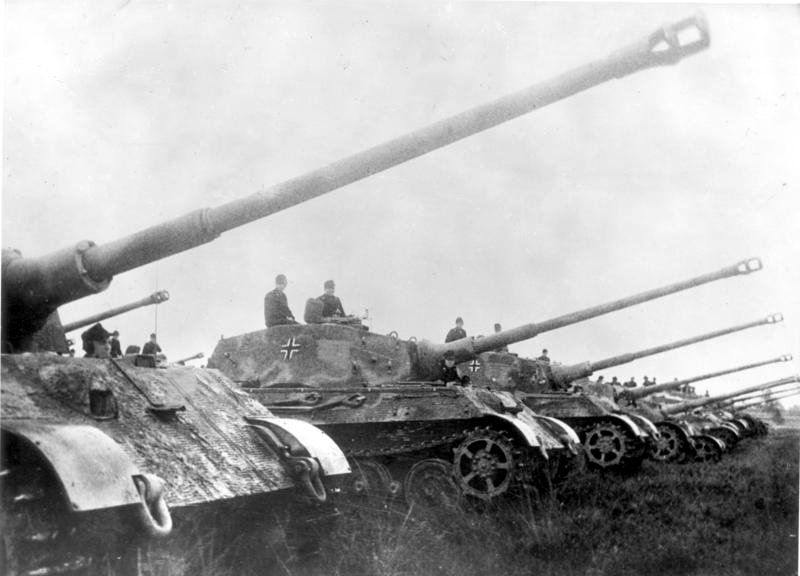
Un rassemblement de Königstiger tourelle « Henschel » en 1944. L'Allemagne nazie a, dès 1936, réorganisé son industrie lourde pour constituer un complexe militaro-industriel capable de produire en série de tels équipements.

Le militarisme est une idéologie politique, ou du moins un courant de pensée, qui prône la primauté de la force militaire dans les relations interétatiques et dans l'organisation intraétatique. Il a connu de nombreuses incarnations au cours de l'histoire. Ses tenants affirment que l'armée est le meilleur instrument au service de la nation.

## Un terme à manier avec précaution

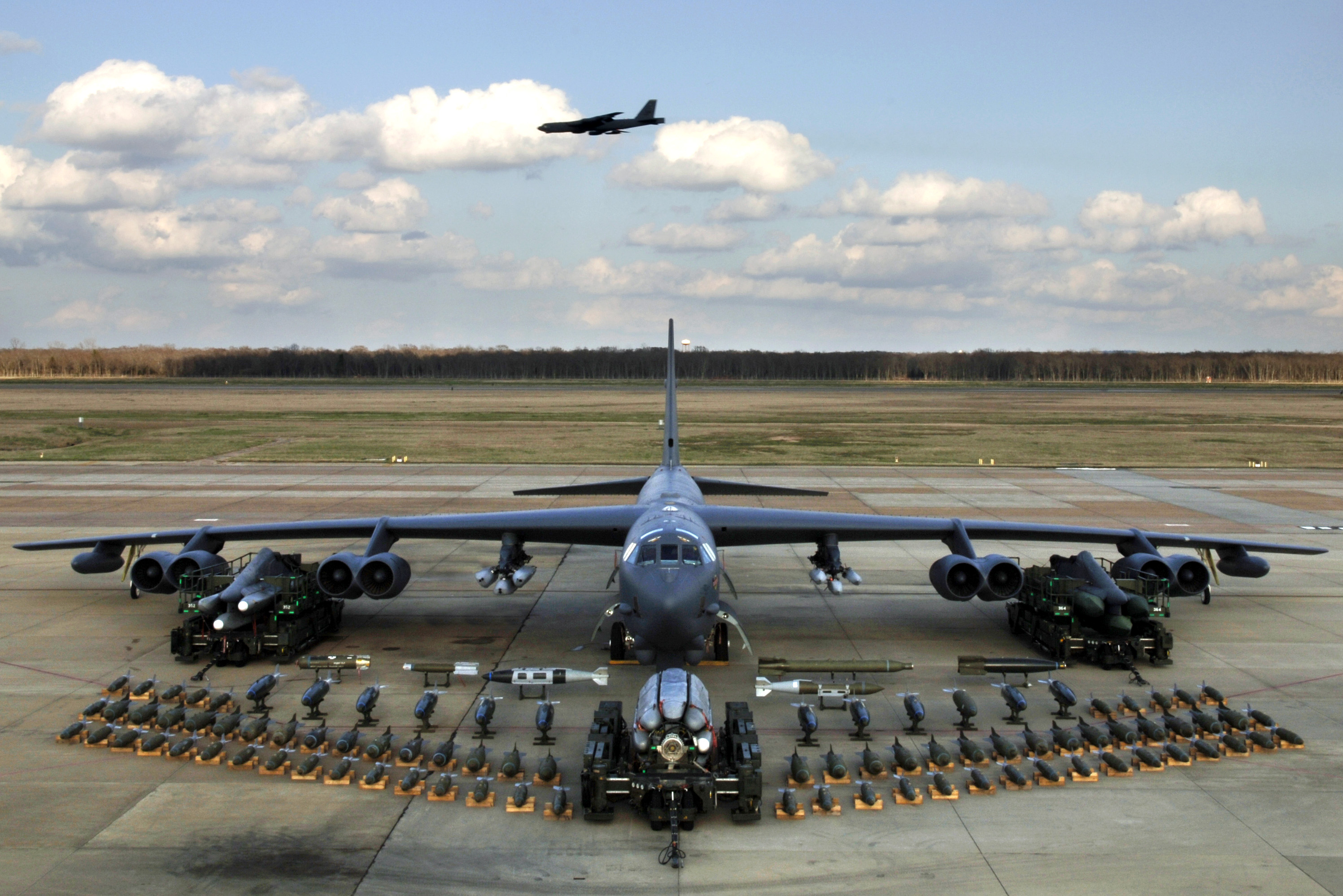
Un bombardier stratégique B-52 photographié avec son arsenal embarqué. 744 exemplaires furent construits, dont certains furent détruits par les accords START à la fin de la guerre froide, tandis que d'autres ont été « encoconnés » sur les sites de stockage de l'US Air Force.

Ce terme comporte une forte charge péjorative, il faut donc être prudent avant de l'utiliser à l'égard de telle ou telle nation : un État qui s'arme pour se défendre n'est pas militariste. Il le devient si ses dirigeants décident que tout leur effort doit porter sur la force militaire, sans que la menace le justifie vraiment. Ce qui amène à un autre problème : où finit la défense et où commence l'agressivité ?
De même, il est déplacé de parler de militarisme lorsqu'un pays émergent entame une politique d'armement pour rattraper son retard stratégique. Du point de vue de l'État, il s'agit alors simplement de se réapproprier un attribut de sa souveraineté. Le militarisme n'est avéré que lorsque cet effort va trop loin et que la disproportion des forces est en faveur de l'armée.

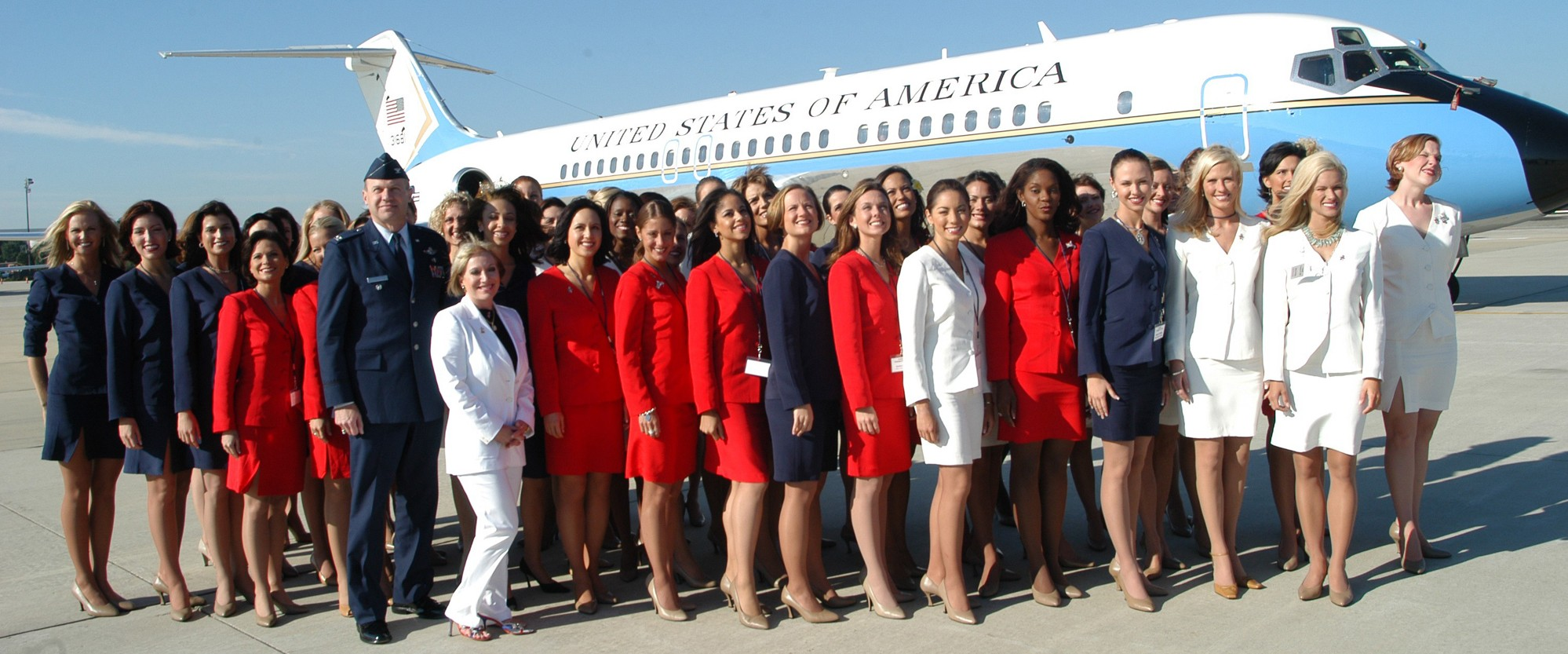
Les candidates du concours de beauté Miss America en visite sur la base aérienne d'Andrews, en 2003. Le soutien apporté à l'armée (ici présentée en sponsor du concours) et le patriotisme (vêtements aux couleurs du drapeau) ne sont pas des preuves de militarisme, mais procèdent d'une association particulière du glamour et des médias.

## Fondements théoriques
Les visions militaristes font du potentiel militaire d'un pays la base de sa sécurité nationale, et affirment que le maintien et l'amélioration des capacités militaires devraient être le plus important objectif de sa société civile. Leur argumentation récurrente plaide les bienfaits de la « paix armée » pour arriver à bâtir un « monde plus sûr », et y ajoute l'antienne selon laquelle « la raison du plus fort est toujours la meilleure ».
Pour parvenir à leurs fins, les militaristes conseillent aux dirigeants politiques de toujours garder à l'esprit les problèmes militaires, et de s'entourer de personnes travaillant dans le complexe militaro-industriel, officiellement ou non. La militarisation qui s'ensuit influe sur l'économie, la culture et la politique civiles.
La doctrine militariste mêle la recherche de la suprématie, la loyauté des sujets, l'extrémisme politique, et un protectionnisme d'exception avec le nationalisme, sous sa forme atténuée qu'est le patriotisme. Le danger de guerre sans cesse réaffirmé assujettit la population, voire l'asservit aux besoins et buts de son armée. D'autres ressorts idéologiques tels que l'alarmisme et le triomphalisme sont aussi étroitement liés au militarisme.
On oppose souvent le militarisme aux idées de « puissance nationale globale » (incluant l'économie, la culture et la diplomatie) et de soft power, tandis qu'on le relie à celle de hard power.

## Ère des impérialismes
L'influence du courant militariste est visible dans l'histoire des États-nations et empires qui se sont engagés dans la voie de l'impérialisme ou de l'expansionnisme territorial :
- l'Empire français de Napoléon Ier et III
- la France de Louis XIV
- l'Empire colonial français
- la Prusse de Frédéric-Guillaume Ier et Frédéric II,
- l'Empire britannique (mais le militarisme y fut contrebalancé par un très fort légalisme),
- l'empire du Japon,
- l'Allemagne nazie
- l'Italie fasciste (renommée nouvel Empire romain sous Mussolini),
- l'Union soviétique de la Guerre froide,
- l'Irak de Saddam Hussein,
- les États-Unis pendant la période de la « Destinée manifeste » menant à une réforme de l'armée.
- l'Algérie, surtout depuis la mise à la porte de Bouteflika par le général Ahmed Gaïd Salah.

## L'armée et le pouvoir politique

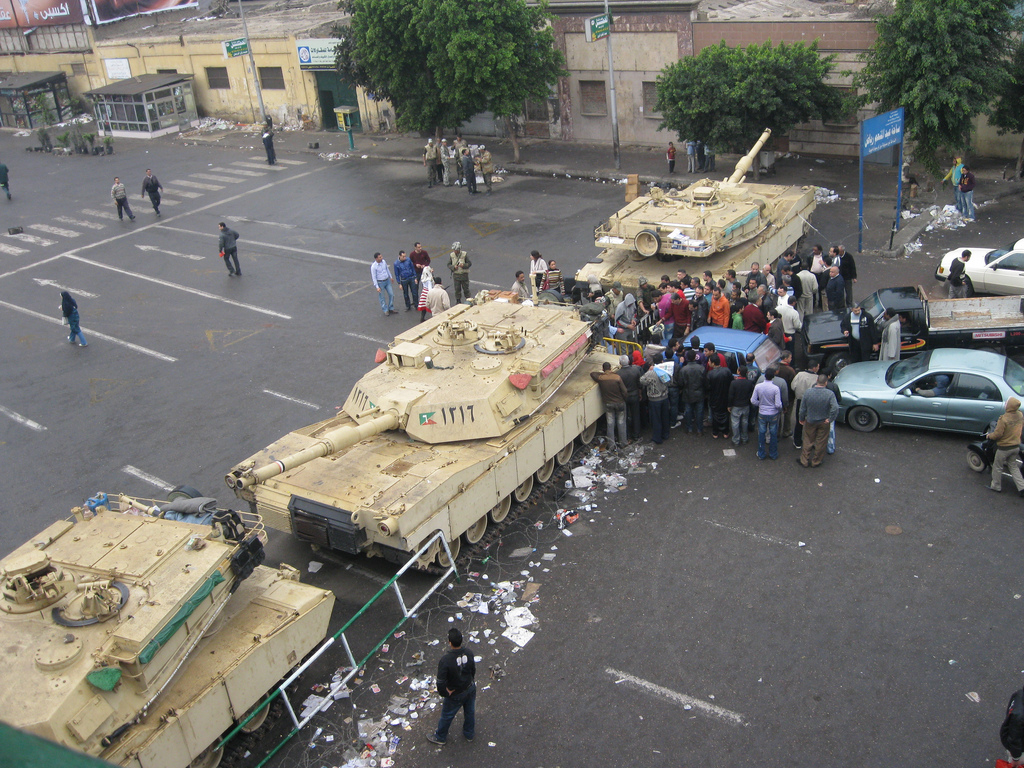
Trois chars M1 Abrams de l'armée égyptienne employés comme barrière dans une avenue donnant sur la place Tahrir, en application de la Loi martiale le 4 février 2011. L'État égyptien dispose de plus de mille engins de ce modèle, et les assemble localement sous licence.

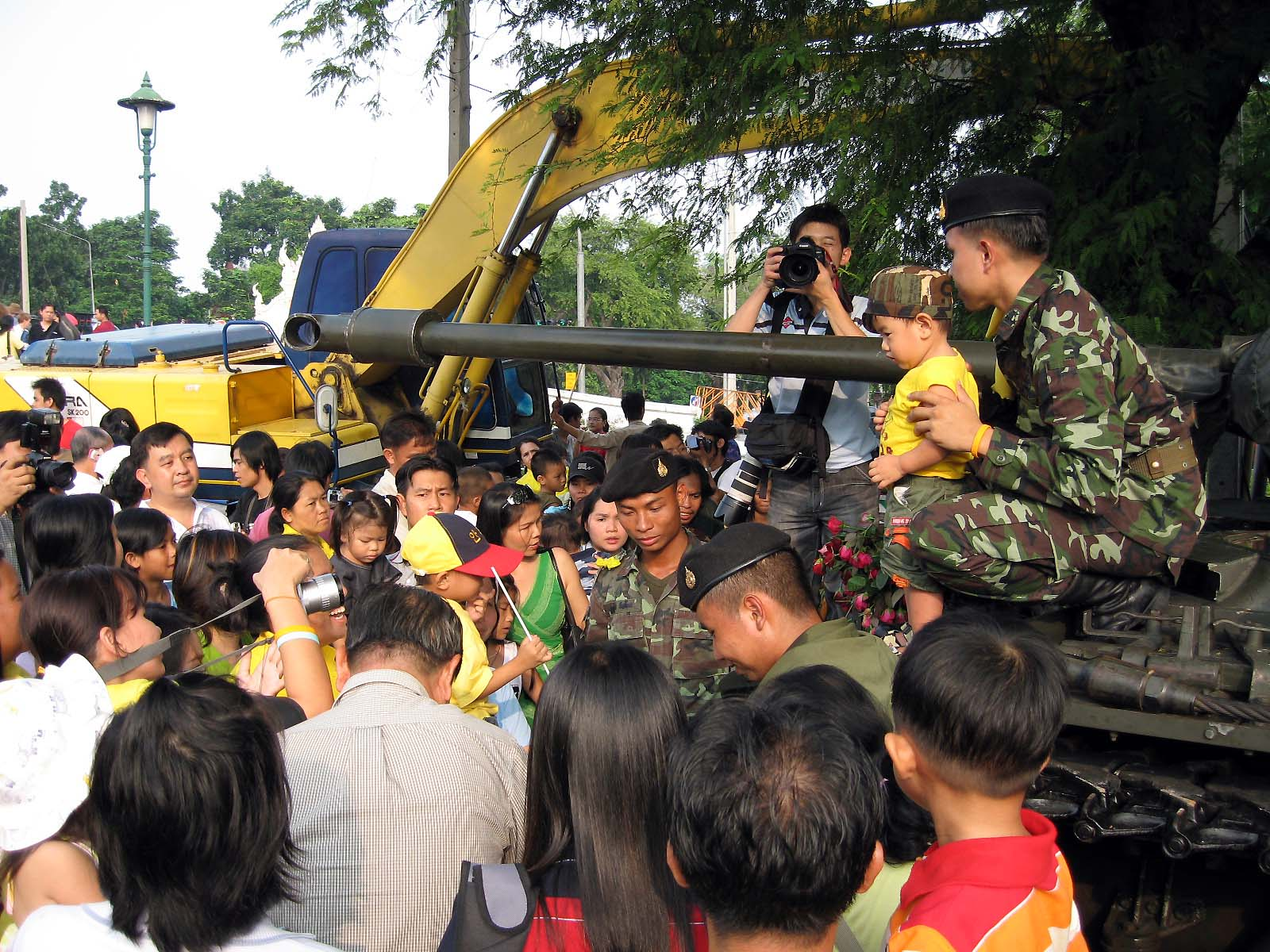
Prépositionnement des forces armées terrestres thaïs lors du coup d'État en septembre 2006 ; l'armée royale comme la population sont fidèles à la personne du roi incarnant l'État, ce que rappelle la couleur jaune ; l'intervention de l'armée permet d'éviter toute effusion de sang, ce que la population approuve. L'instabilité politique est due à de récurrentes accusations de corruption amenant les personnalités tenant le pouvoir exécutif civil à l'abandonner. Cette manière de gérer une transition politique forcée évite l'application stricte d'une loi martiale, et s'effectue même au vu et au su des touristes en visite dans la capitale.

Le spectre des situations en la matière est très varié ; l'assise sociétale de l'armée repose de prime abord sur ses cadres, qu'une tradition militaire invite à envisager une carrière sous les drapeaux comme alternative valorisée et sûre à une situation économique parfois difficile, selon les situations. Lorsque l'autonomie de cet État dans l'État est maximale, ce corps pourvoit à ses propres commandes de fournitures et acquisitions immobilières ; c'est alors que l'influence de l'institutionnelle militaire sur le reste du pays se perçoit et remet en cause le principe de séparation des pouvoirs.
Alors qu'en France la tradition militaire la confine à l'expression consacrée de « Grande muette », son développement et l'autonomie de sa pensée stratégique permet de garantir la perennité de l'État face à une menace voisine, ou d'éviter les dissensions liées à une rupture sociale ou politique.
Dans ce cas, le pouvoir politique ne peut qu'être son client. C'est le cas de l'armée turque, structurée à partir d'une confrontation historique avec la Grèce, et opérateur immobilier de premier plan en Turquie ; lorsque l'AKP perçu comme islamiste a accédé au pouvoir en 2007, l'armée turque a été considérée par l'Occident[Quoi ?] comme garante des institutions; de la junte militaire birmane, dont les cadres politiques ont troqué leurs uniformes pour des costumes civils dans le cadre de la transition démocratique depuis 2010 ; de l'armée égyptienne, très largement équipée de matériel américain, dont l'imprégnation est telle qu'elle a le pouvoir de redéfinir les prérogatives relevant de la présidence avant la nomination du successeur de Moubarak, un an après la révolution égyptienne ; et enfin de l'armée pakistanaise, détentrice de l'arme atomique, dont la pensée stratégique issue des services secrets de l'ISI identifie l'Afghanistan comme base arrière en cas de conflit majeur avec l'Inde, ce qui l'amène à des compromissions étranges avec les Talibans, qui ne manquent pas de stupéfier le grand frère américain dès 2005.
L'armée est la seule autorité publique dotée des moyens d'agir lors des inondations de 2010 : des hélicoptères pour acheminer l'assistance humanitaire à la population sinistrée, et des pelleteuses pour maintenir les infrastructures routières endommagées par les eaux. L'intervention des ONG internationales sur place s'avère extrêmement conditionnée, perçue comme une ingérence. L'opération commando Géronimo, qui intervient au cœur de l'establishment militaire pakistanais et vise à assassiner l'ennemi numéro un de la CIA, lève le voile sur les perspectives géopolitiques pakistanaises ; le Pakistan proteste sur la scène internationale pour la violation de son espace aérien, sur fond de scandale international, et procède à la condamnation de Shakil Afridi, qui avait donné Ben Laden, un an après l'opération ; vraisemblablement pour donner le change sous la pression explosive de l'opinion publique du pays.
Longtemps dans ces pays islamiques laïcs et surtout pendant la Guerre froide, l'armée a été conçue comme rempart face à l'islamisme soutenu par une partie de la population, cet argument étant récurrent dans la relation avec les pays occidentaux (on a vu de quelle manière le régime répressif tunisien s'en faisait l'écho, alors qu'il avait perdu l'appui de l'armée et ne s'appuyait plus que sur la police avant sa chute).
Ces schémas ne se reproduisent pas en Syrie, où l'emploi d'armes de guerre lourdes contre la population a continué comme en Libye et où des défections dans l'armée ont graduellement amené à une situation de guerre civile larvée sous les yeux de l'ONU. Toutefois, ces deux pays ne sont pas comparables dans le sens où, alors que Kadhafi avait fait appel à des mercenaires subsahariens pour réprimer les autres factions libyennes, l'armée syrienne (majoritairement alaouite) réprime férocement les manifestants anti-régime (majoritairement sunnites), ce qui provoque alors la désertion de nombreux soldats de confession sunnite.
La frontière entre police civile et maintien de l'ordre par des moyens militaires se réduit dans les pays soumis à une forte pression sur la sécurité physique des personnes, comme au Mexique où les autorités publiques ont instauré une « police fédérale préventive » dotée de moyens militaires pour imposer l'ordre, que ce soit contre les narcotrafiquants ou contre les séditions indigènes locales ; cette militarisation de l'ordre public peut parfois être une pente savonneuse pour assurer la sécurité des citoyens (confère la situation dans la cité de Ciudad Juarez à la frontière avec les États-Unis).

## Signes extérieurs
Il y a plusieurs façons d'évaluer le degré de militarisme en termes économiques : on se repose souvent sur la part du budget militaire par rapport aux dépenses de l'État ou au PIB, particulièrement élevée dans les nations qui entretiennent de vastes forces (exemples en 2005 : les États-Unis et la Chine) ou qui visent à les développer (à la même date : Israël, le Koweït, Singapour, la Corée du Nord, la Guinée équatoriale, l'Arabie saoudite).
Mais il serait trop facile alors de crier au militarisme en oubliant les autres facteurs qui légitiment ces achats : situation locale tendue (cas du Koweït), émergence d'un ennemi difficile à vaincre (comme les pirates du détroit de Malacca, dans le cas de Singapour), mise à jour d'une armée obsolète, enrichissement national permettant au gouvernement de lancer quelques contrats profitables. On ne peut donc pas faire de généralités, chaque pays est un cas à part.

### Symbolique
Aux États-Unis, les militaristes sont métaphoriquement nommés les « faucons » (« hawks », parti pris des bellicistes) et les pacifistes les « colombes » (« doves »), comme lors des débats politiques à la veille de l'intervention américaine en Irak.

## Voir aussi

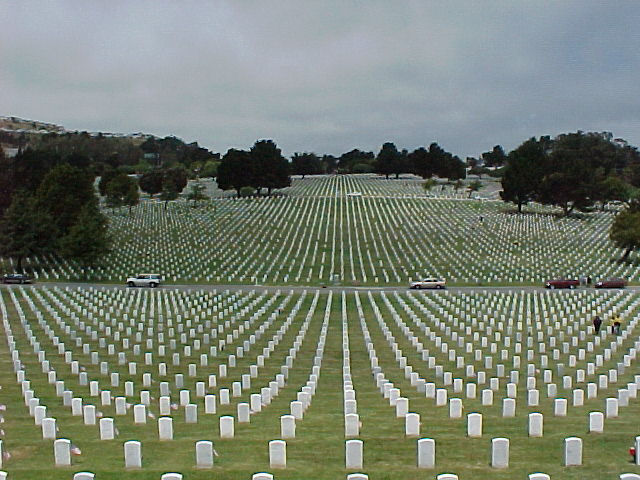
Le discours de fin de mandat du président Dwight D. Eisenhower prononcé en 1960 avertit la nation de l'emprise croissante du complexe militaro-industriel américain sur la structure socio-économique du pays (Public Papers of the Presidents, Dwight D. Eisenhower, 1960, p. 1035-1040).

#### Militarisme israélien
- Uri Ben-Eliezer, The making of Israeli militarism, Indiana university press, 1998
- Gabriel Sheffer & Oren Barak (éditeurs scientifiques), Militarism and Israeli society, Indiana University Press, 2010

### Littérature
- Tomohide Ito: Militarismus des Zivilen in Japan 1937–1940: Diskurse und ihre Auswirkungen auf politische Entscheidungsprozesse (Reihe zur Geschichte Asiens; Bd. 19). Iudicium Verlag, München 2019.  (ISBN 978-3862052202).

### Antonymes
- Pacifisme
- Antimilitarisme
- Démilitarisation